# جيمس تومكينز
جيمس تومكينز (بالإنجليزية: James Bruce Tomkins) (James Tomkins) هو لاعب أولمبي لرياضة تجديف من أستراليا. شارك في الأولمبياد الصيفي في 1992–2004، وفاز بما مجموعه 4 ميداليات.

## الميداليات
| ذهب | فضة | برونز | المجموع |
| 3   | 0   | 1     | 4       |

## روابط خارجية
- جيمس تومكينز على موقع الاتحاد الدولي للتجديف (الإنجليزية)
- جيمس تومكينز على موقع اللجنة الأولمبية الدولية (الإنجليزية)
- جيمس تومكينز على موقع أوليمبيديا (الإنجليزية)
- جيمس تومكينز على موقع اللجنة الأولمبية الأسترالية (الإنجليزية)
- جيمس تومكينز على موقع اتحاد ألعاب الكومنولث (مؤرشف) (الإنجليزية)
- جيمس تومكينز على موقع قاعة أستراليا للمشاهير الرياضية (الإنجليزية)